# 朗根巴赫 (巴伐利亚州)
朗根巴赫（德語：Langenbach，發音：[ˈlaŋənˌbax]）是德国巴伐利亚州上巴伐利亚行政区弗赖辛县的市镇，面积26.89平方千米，人口为人。